# Алфиано Ната
Алфиа̀но На̀та (на италиански: Alfiano Natta; на пиемонтски: Alfian, Алфиан) е село и община в Северна Италия, провинция Алесандрия, регион Пиемонт. Разположено е на 280 m надморска височина. Населението на общината е 741 души (към 2011 г.).